# Almegíjar
Almegíjar – gmina w Hiszpanii, w prowincji Grenada, w Andaluzji, o powierzchni 29,42 km². W 2011 roku gmina liczyła 413 mieszkańców.
Leży na wysokości ponad 800 metrów nad poziomem morza, na południowych zboczach Sierra Morena, ostrogi Mulhacen, najwyższej góry w Hiszpanii.